# ۳ تیر
۳ تیر نود و ششمین روز سال در گاه‌شماری خورشیدی است. به پایان سال ۲۶۹ روز (۲۷۰ روز در سال کبیسه) باقی‌است.

## رویدادها
- ۱۳۸۴ - برگزاری مرحله دوم انتخابات ریاست‌جمهوری ایران (۱۳۸۴)
- ۱۳۸۸ - کشف پیکر بی‌جان کیانوش آسا
- ۱۳۸۸ - حادثه رزمایش ۳ تیر ۱۳۸۸ فروند هواگرد جنگنده نورثروپ اف-۵ نهاجا
- ۱۳۹۷ - آغاز اعتراضات ۱۳۹۷ تهران
- ۱۴۰۴ - آتش‌بس جنگ ایران و اسرائیل

## زادروزها
- ۱۲۹۵ - روح‌انگیز سامی‌نژاد، بازیگر
- ۱۲۹۷ - ناصر مقدم، نظامی
- ۱۳۵۳ - سید جواد یحیوی، بازیگر
- ۱۳۵۷ - نگار فروزنده، بازیگر
- ۱۳۵۸ - بیژن کوشکی، بازیکن فوتبال
- ۱۳۶۰ - فرزاد فرزین، خواننده، آهنگساز، تنظیم کننده، بازیگر و ترانه‌سرا
- ۱۳۷۲ - روزبه چشمی، بازیکن فوتبال

## مرگ‌ها
- ۱۳۵۸ - تهرانی (ساواکی)، یکی از شکنجه‌گران ساواک
- ۱۳۵۸ - فریدون توانگری، یکی از شکنجه‌گران ساواک
- ۱۳۶۸ - عبدالعلی وزیری، خواننده
- ۱۴۰۴ - سید محمدرضا صدیقی صابر، فیزیک‌دان